# Lubuk Puar
Lubuk Puar is een bestuurslaag in het regentschap Bengkulu Tengah van de provincie Bengkulu, Indonesië. Lubuk Puar telt 408 inwoners (volkstelling 2010).